# Hemiaegina minuta
Hemiaegina minuta är en kräftdjursart som beskrevs av Mayer 1890. Hemiaegina minuta ingår i släktet Hemiaegina och familjen Pariambidae. Inga underarter finns listade i Catalogue of Life.